# Leptopelis mackayi
Leptopelis mackayi é uma espécie de anfíbio anuro da família Arthroleptidae. Está presente no Quénia. A UICN classificou-a como deficiente de dados.